# Joel Pacas
Joel Pacas (* 4. Mai 1989 in Winnipeg) ist ein kanadischer Biathlet.
Joel Pacas lebt in Canmore und startet für den Canmore Nordic Ski Club. Er wird von Roddy Ward trainiert und gehört seit 2009 dem kanadischen Nationalkader an. Zunächst betrieb er drei Jahre lang Skilanglauf, bevor er seiner Schwester Nicky Pacas zum Biathlonsport folgte. Er nahm zwischen 2006 und 2010 an vier Jugend- und Juniorenweltmeisterschaften teil. Abgesehen von 2009 startete er immer bei allen vier möglichen Wettbewerben. 2006 in Presque Isle wurde der Kanadier bei seinen besten Wettbewerben 24. des Einzels, 46. des Sprints, 44. der Verfolgung und Achter mit der kanadischen Staffel. Etwas schlechter waren die Leistungen 2008 in Ruhpolding, wo er 55. des Einzels wurde, sich als 58. des Sprints knapp für die Verfolgung qualifizierte und bei dieser auf den 59. Platz kam. Mit der Staffel wurde er zudem Neunter. Noch einmal leicht schlechter waren die Resultate bei der Heim-WM 2009 in Canmore. Pacas wurde 60. des Einzels und verpasste als 63. des Sprints das Verfolgungsrennen um drein Ränge. Mit der Staffel belegte er Platz 15. Bei den kanadischen Juniorenmeisterschaften gewann er im Einzel die Silbermedaille. 2010 nahm er bei seiner vierten Junioren-WM teil. Im schwedischen Torsby erreichte er in etwa die Leistungen des Vorjahres: 71. des Einzels, 56. des Sprints, 51. der Verfolgung und 12. mit der Staffel.
Pacas erste nennenswerte Einsätze im Leistungsbereich hatte er im Rahmen der Nordamerikanischen Meisterschaften im Sommerbiathlon 2008 in Canmore. Im Sprint wurde er dabei 16., in der Verfolgung verbesserte er sich um einen auf den 15. Rang. Bei den Westkanadischen Meisterschaften in Edmonton gewann er 2009 den Titel im Sprintrennen. Im Biathlon-NorAm-Cup 2010/11 erreichte er bei einem Verfolgungsrennen zum Auftakt der Saison in Canmore mit einem zweiten Rang hinter Robin Clegg und vor Beau Thompson sein erstes Podiumsresultat in dieser Rennserie.